# 4 км (зупинний пункт, Донецька залізниця, Донецька область)
4 км — пасажирський залізничний зупинний пункт Лиманської дирекції Донецької залізниці на лінії Покровськ — Дубове між станціями Золоті Пруди (19 км) та Дубове (4 км). Розташований поблизу сіл Карпівка та Новопригоже Краматорського району Донецької області, проте територіально розташована на адміністративній межі  Ізюмського району Харківської області.

## Історія
Зупинний пункт відкритий у 1961 році. 
З 2007 року пасажирське сполучення на даній ділянці припинено на невизначений термін.